# Claude Blanc (homme politique)
Pour les articles homonymes, voir Claude Blanc et Blanc (homonymie).
Claude Blanc est un homme politique français né le 10 décembre 1758 à Lyon (Rhône) et mort le 1er septembre 1807 à Guéreins (Ain).

## Biographie
Procureur syndic, puis administrateur du département de l'Ain, juge au tribunal de Bourg-en-Bresse, il est député de l'Ain au Corps législatif de 1802 à 1807.

## Sources
- « Claude Blanc (homme politique) », dans Adolphe Robert et Gaston Cougny, Dictionnaire des parlementaires français, Edgar Bourloton, 1889-1891 [détail de l’édition]